# A Dagda
A Dagda istenség az ír mitológiában, feltételezések szerint a főisten.
Nevének jelentése "a jó isten" (óírül deagh dia; írül dea-Dia), ami nem feltétlenül azt jelenti, hogy erkölcsi értelemben jó, hanem azt, hogy mindenben jó, mindenható erejű. A Dagda atyai alak hiszen egy másik neve Eochaid Ollathair, vagyis "Eochaid, mindenek atyja". Egyéb nevei: Ruad Rofhessa ('nagy tudású úr') és Deirgderc ('vörös szem').
Egyes szövegekben apja Elatha, anyja Ethlinn.
Az ír legendák hatalmas erejű alaknak írják le, aki kezében mágikus botot tart. A bot egy csapásra kilenc embert ölhet meg, de fogójával az isten visszaadhatja az életet a megölteknek. Üstje feneketlen és egy egész hadsereget táplálhat. Dagda személyéhez kötődik a Daurdable is, egy gazdagon díszített, tölgyfából készült hárfa, amely, ha a Dagda játszik rajta, helyes sorrendbe rendezi az évszakokat. Más legendák szerint az isten a hárfa segítségével rendezi seregét csatasorba. A Dagdának örökké termő gyümölcsfái is vannak és két disznaja: az egyik folyton nő, a másik folyton sül.
A Dagdáról szóló legendákat keresztény szerzetesek örökítették az utókorra, és ahogy a többi feltételezett ír istent, őt is megfosztották vallási jegyeitől. A papírra vetett történetekben a kelták előtt Írországot birtokló legendás Tuatha Dé Danann nép nagykirálya. Több nővel is folytat szerelmi viszonyt, ezek egyike Boand folyóistennő. Felesége Breg.